# Mouzeuil-Saint-Martin
Mouzeuil-Saint-Martin est une commune française située dans le département de la Vendée en région Pays de la Loire.

## Géographie
Le territoire municipal de Mouzeuil-Saint-Martin s’étend sur 2 603 hectares. L’altitude moyenne de la commune est de 26 mètres, avec des niveaux fluctuant entre 1 et 44 mètres,.
| Saint-Étienne-de-Brillouet | Pouillé               |           |
| Nalliers                   | Mouzeuil-Saint-Martin | Petosse   |
|                            | Chaille-les-Marais    | Le Langon |

### Climat
Pour des articles plus généraux, voir Climat des Pays de la Loire et Climat de la Vendée.
En 2010, le climat de la commune est de type climat océanique franc, selon une étude du CNRS s'appuyant sur une série de données couvrant la période 1971-2000. En 2020, Météo-France publie une typologie des climats de la France métropolitaine dans laquelle la commune est exposée à un climat océanique et est dans une zone de transition entre les régions climatiques « Bretagne orientale et méridionale, Pays nantais, Vendée » et « Littoral charentais et aquitain ». 
Pour la période 1971-2000, la température annuelle moyenne est de 12,1 °C, avec une amplitude thermique annuelle de 14,3 °C. Le cumul annuel moyen de précipitations est de 796 mm, avec 12 jours de précipitations en janvier et 6,3 jours en juillet. Pour la période 1991-2020, la température moyenne annuelle observée sur la station météorologique de Météo-France la plus proche, « Sainte Gemme la Plaine_sapc », sur la commune de Sainte-Gemme-la-Plaine à 10 km à vol d'oiseau, est de 13,0 °C et le cumul annuel moyen de précipitations est de 809,1 mm,. Pour l'avenir, les paramètres climatiques de la commune estimés pour 2050 selon différents scénarios d'émission de gaz à effet de serre sont consultables sur un site dédié publié par Météo-France en novembre 2022.

## Urbanisme

### Typologie
Au 1er janvier 2024, Mouzeuil-Saint-Martin est catégorisée bourg rural, selon la nouvelle grille communale de densité à sept niveaux définie par l'Insee en 2022.
Elle est située hors unité urbaine. Par ailleurs la commune fait partie de l'aire d'attraction de Fontenay-le-Comte, dont elle est une commune de la couronne,. Cette aire, qui regroupe 30 communes, est catégorisée dans les aires de moins de 50 000 habitants,.

### Occupation des sols
L'occupation des sols de la commune, telle qu'elle ressort de la base de données européenne d’occupation biophysique des sols Corine Land Cover (CLC), est marquée par l'importance des territoires agricoles (87,7 % en 2018), en diminution par rapport à 1990 (89,3 %). La répartition détaillée en 2018 est la suivante : 
terres arables (65,4 %), prairies (12,9 %), zones agricoles hétérogènes (9,4 %), zones urbanisées (6,8 %), forêts (5,5 %). L'évolution de l’occupation des sols de la commune et de ses infrastructures peut être observée sur les différentes représentations cartographiques du territoire : la carte de Cassini (XVIIIe siècle), la carte d'état-major (1820-1866) et les cartes ou photos aériennes de l'IGN pour la période actuelle (1950 à aujourd'hui).

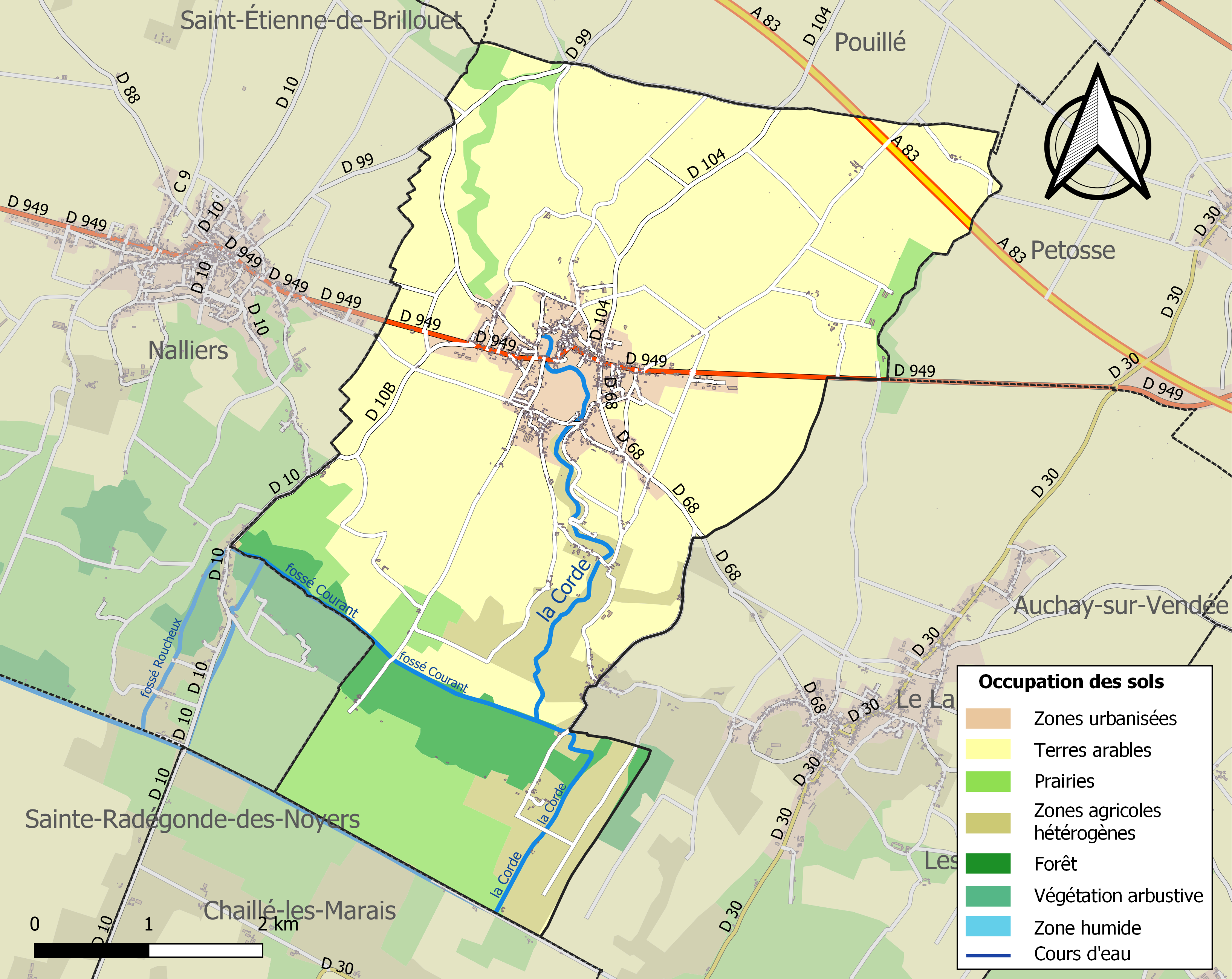
Carte des infrastructures et de l'occupation des sols de la commune en 2018 (CLC).

## Histoire
Mouzeuil est mentionnée  au XIe siècle dans une charte. Un château qui semble avoir appartenu à Hugues de Lusignan est incendié en 1010. Un prieuré construit vers 1050 est détruit par Geoffroy la Grand’Dent en 1232.
À la création des évêchés de Maillezais et de Luçon, en 1317, Mouzeuil est rattachée à l'évêché de Maillezais et Saint-Martin-sous-Mouzeuil à celui de Luçon. La rivière la Corde sépare les deux villages.
Le prieuré est reconstruit au XVIe siècle et devient la résidence d'été de l'évêque de Maillezais, Geoffroy d’Estissac.
Saint-Martin-sous-Mouzeuil est créée comme commune en 1743 par ordonnance royale, détachée de Nalliers. Lors du rétablissement de l'évêché de Luçon en 1817, Mouzeuil lui est rattachée.
En mai 1964, Saint-Martin-sous-Mouzeuil fusionne avec Mouzeuil.

## Politique et administration

### Liste des maires
| Période                                  | Période  | Identité           | Étiquette     | Qualité                     |
| ---------------------------------------- | -------- | ------------------ | ------------- | --------------------------- |
| mars 2001                                | En cours | Anne-Marie Coulon, | Divers droite | salariée du secteur médical |
| Les données manquantes sont à compléter. |          |                    |               |                             |

## Population et société

### Démographie

#### Évolution démographique
L'évolution du nombre d'habitants est connue à travers les recensements de la population effectués dans la commune depuis 1793. Pour les communes de moins de 10 000 habitants, une enquête de recensement portant sur toute la population est réalisée tous les cinq ans, les populations de référence des années intermédiaires étant quant à elles estimées par interpolation ou extrapolation. Pour la commune, le premier recensement exhaustif entrant dans le cadre du nouveau dispositif a été réalisé en 2008.

En 2022, la commune comptait 1 211 habitants, en évolution de −1,78 % par rapport à 2016 (Vendée : +5,33 %, France hors Mayotte : +2,11 %).
| 1793  | 1800  | 1806 | 1821  | 1831  | 1836  | 1841  | 1846  | 1851  |
| ----- | ----- | ---- | ----- | ----- | ----- | ----- | ----- | ----- |
| 1 029 | 1 026 | 995  | 1 140 | 1 214 | 1 254 | 1 212 | 1 231 | 1 197 |

| 1856  | 1861  | 1866  | 1872  | 1876  | 1881  | 1886  | 1891  | 1896  |
| ----- | ----- | ----- | ----- | ----- | ----- | ----- | ----- | ----- |
| 1 158 | 1 142 | 1 160 | 1 140 | 1 102 | 1 104 | 1 105 | 1 139 | 1 101 |

| 1901  | 1906  | 1911  | 1921 | 1926 | 1931 | 1936 | 1946 | 1954 |
| ----- | ----- | ----- | ---- | ---- | ---- | ---- | ---- | ---- |
| 1 056 | 1 061 | 1 031 | 907  | 896  | 868  | 852  | 786  | 797  |

| 1962 | 1968  | 1975  | 1982  | 1990  | 1999  | 2006  | 2008  | 2013  |
| ---- | ----- | ----- | ----- | ----- | ----- | ----- | ----- | ----- |
| 765  | 1 065 | 1 061 | 1 045 | 1 005 | 1 101 | 1 131 | 1 139 | 1 232 |

| 2018  | 2022  | - | - | - | - | - | - | - |
| ----- | ----- | - | - | - | - | - | - | - |
| 1 200 | 1 211 | - | - | - | - | - | - | - |

#### Pyramide des âges
En 2018, le taux de personnes d'un âge inférieur à 30 ans s'élève à 31,3 %, soit en dessous de la moyenne départementale (31,6 %). De même, le taux de personnes d'âge supérieur à 60 ans est de 29,1 % la même année, alors qu'il est de 31,0 % au niveau départemental.
En 2018, la commune comptait 595 hommes pour 605 femmes, soit un taux de 50,42 % de femmes, légèrement inférieur au taux départemental (51,16 %).
Les pyramides des âges de la commune et du département s'établissent comme suit.
| Hommes | Classe d’âge | Femmes |
| ------ | ------------ | ------ |
| 0,5    | 90 ou +      | 1,2    |
| 7,1    | 75-89 ans    | 11,2   |
| 19,7   | 60-74 ans    | 18,5   |
| 20,8   | 45-59 ans    | 20,7   |
| 20,3   | 30-44 ans    | 17,4   |
| 11,6   | 15-29 ans    | 12,2   |
| 20,0   | 0-14 ans     | 18,8   |

| Hommes | Classe d’âge | Femmes |
| ------ | ------------ | ------ |
| 0,8    | 90 ou +      | 2,2    |
| 8,7    | 75-89 ans    | 11,1   |
| 20,3   | 60-74 ans    | 21,3   |
| 20     | 45-59 ans    | 19,4   |
| 17,5   | 30-44 ans    | 16,8   |
| 15     | 15-29 ans    | 13,2   |
| 17,7   | 0-14 ans     | 16,1   |

## Culture locale et patrimoine

### Lieux et monuments
Plusieurs lieux et monuments marquent le territoire de la commune :
- l’église de la Sainte-Trinité de Mouzeuil-Saint-Martin, à nef unique, édifiée dans le courant du XIIe siècle, dont le chœur a été remanié à l'époque gothique. Elle est inscrite à l'inventaire supplémentaire des monuments historiques[21] ;
- le prieuré, fondé en 1050 dépendait de l'abbaye de Maillezais. Il est également inscrit[22] ;
- le château de la Rivière. Le roi Henri IV y séjourna en 1597 lors du siège de Fontenay-le-Comte. Parc découpé en espaces de styles différents (à la française, exotique, boisé, etc.) ;
- le canal de la Ceinture-des-Hollandais (limite de la commune avec Chaillé-les-Marais) ;
- le lavoir sur la rivière de la Corde.

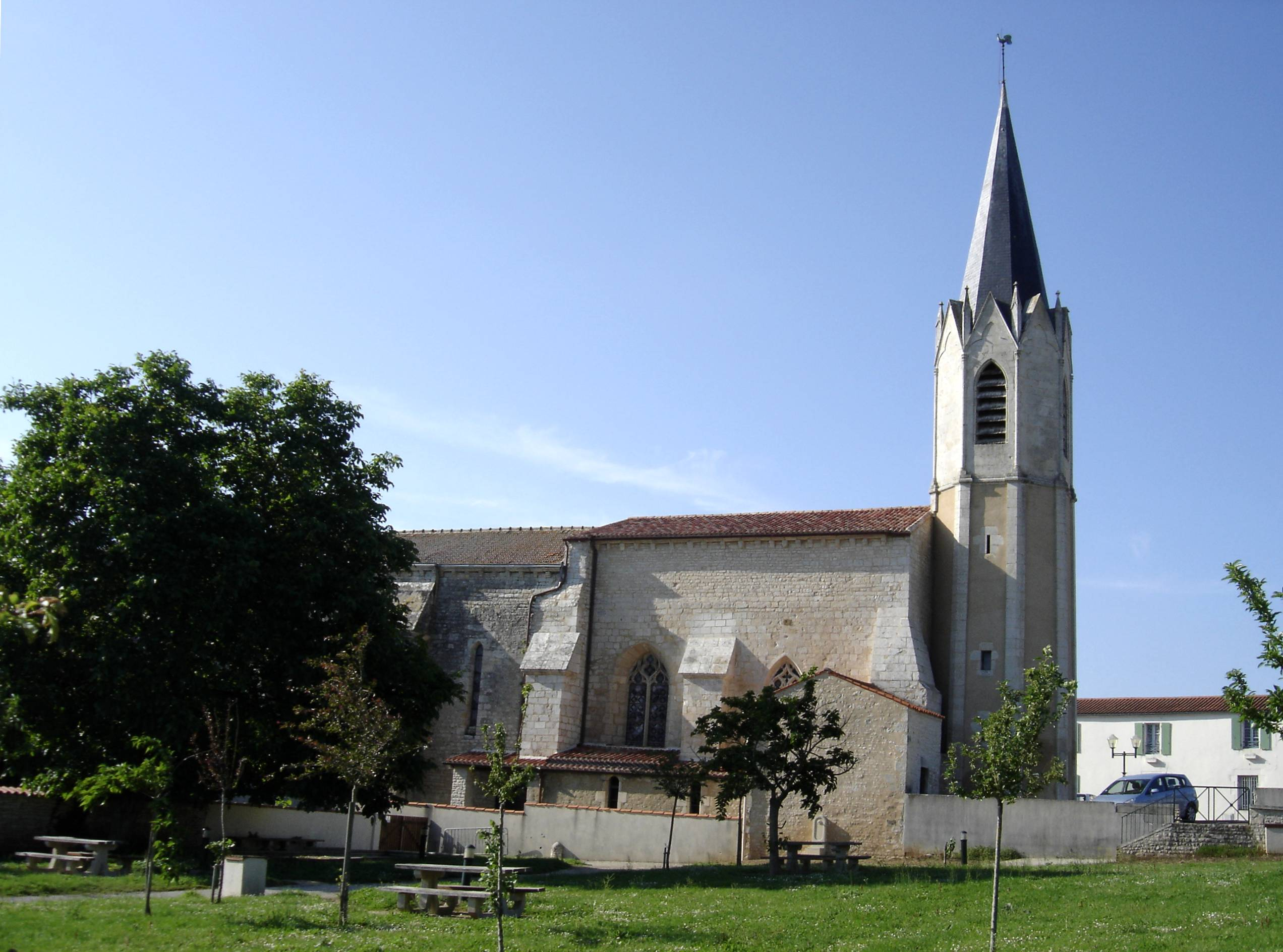
Église de la Sainte-Trinité.
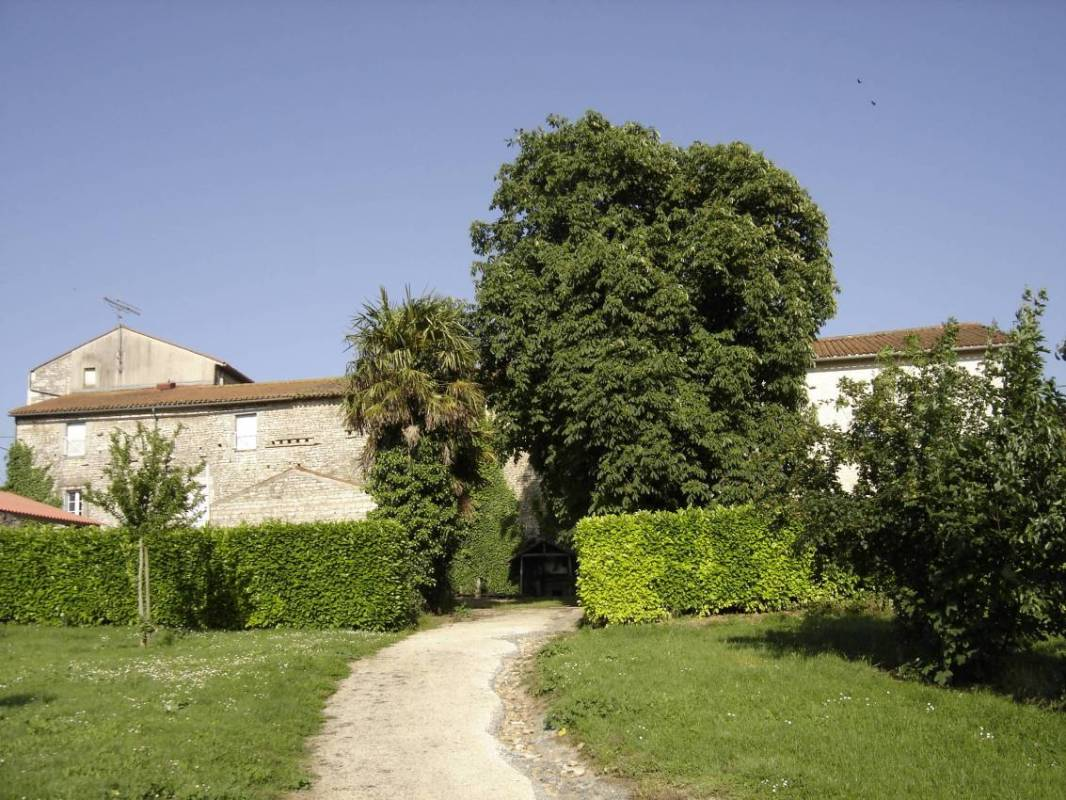
Ancien prieuré.
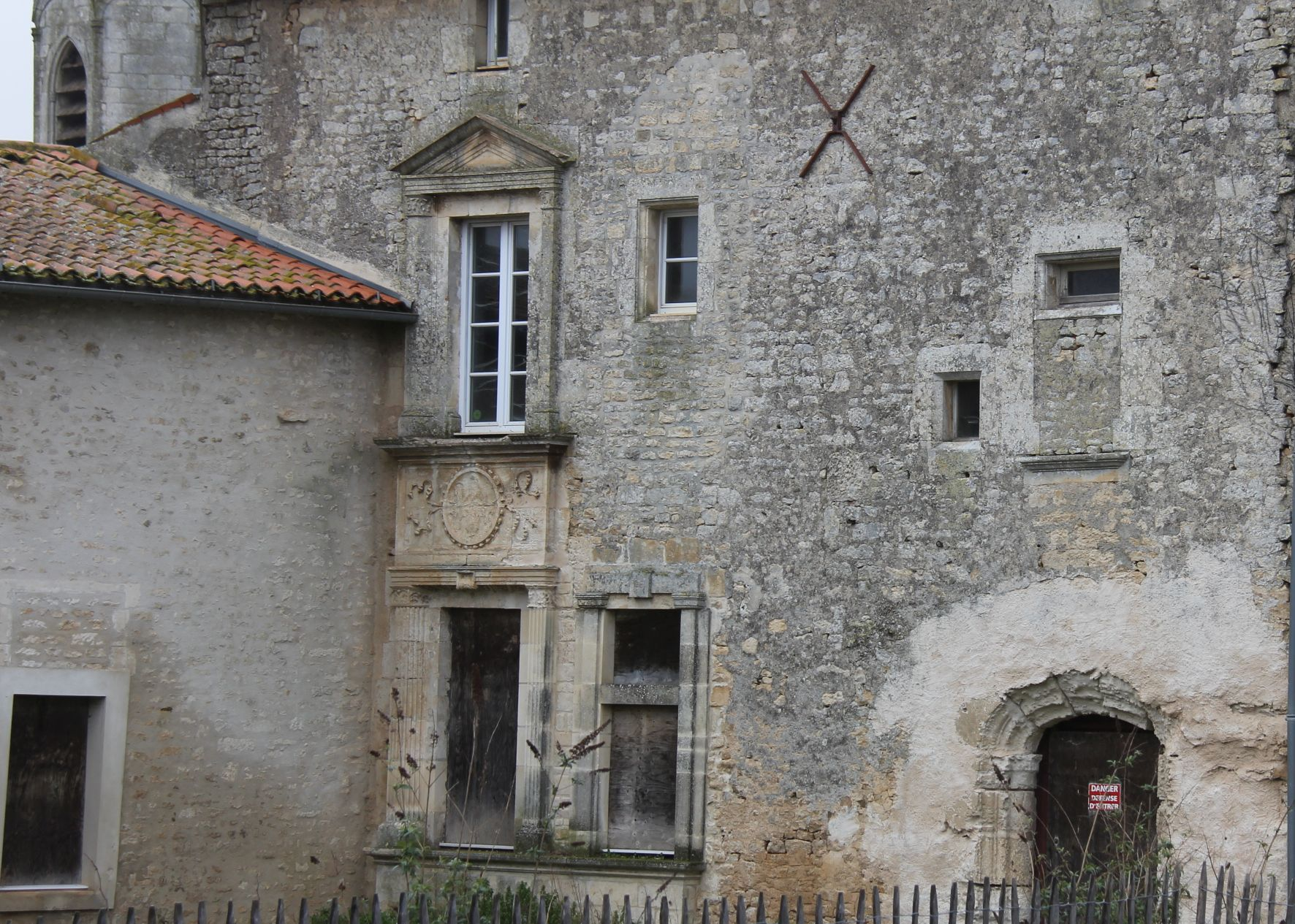
Façade de l'ancien prieuré.
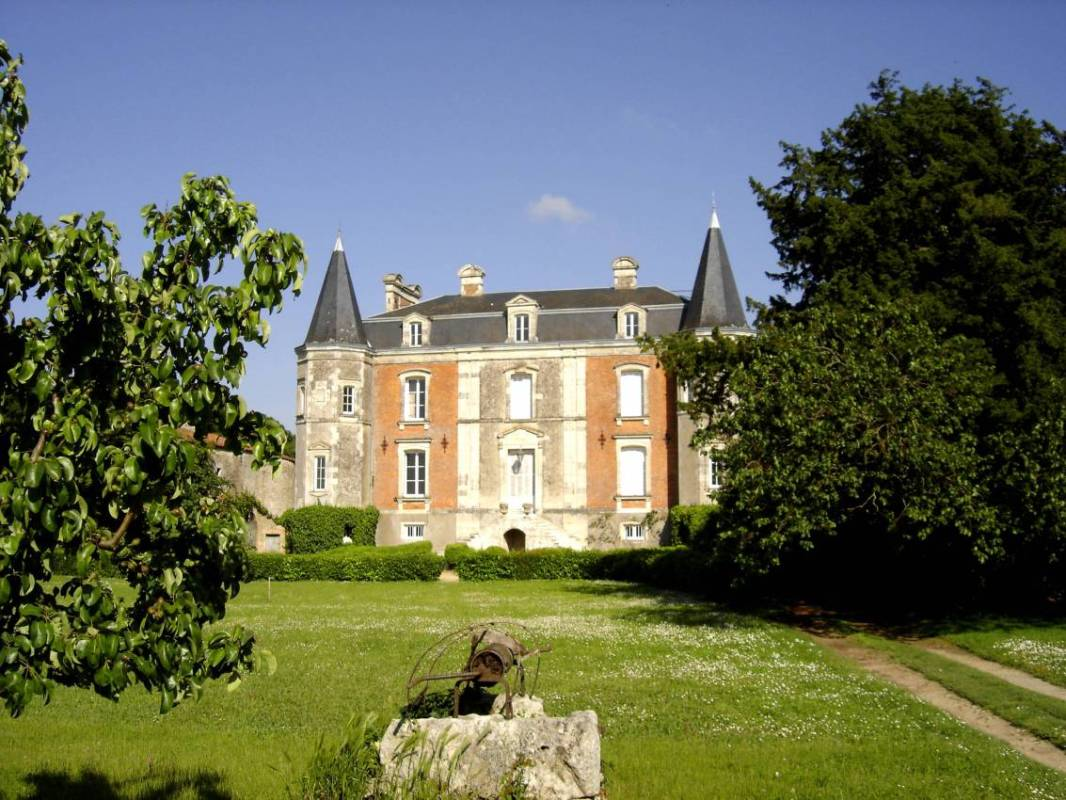
Château de la Rivière.
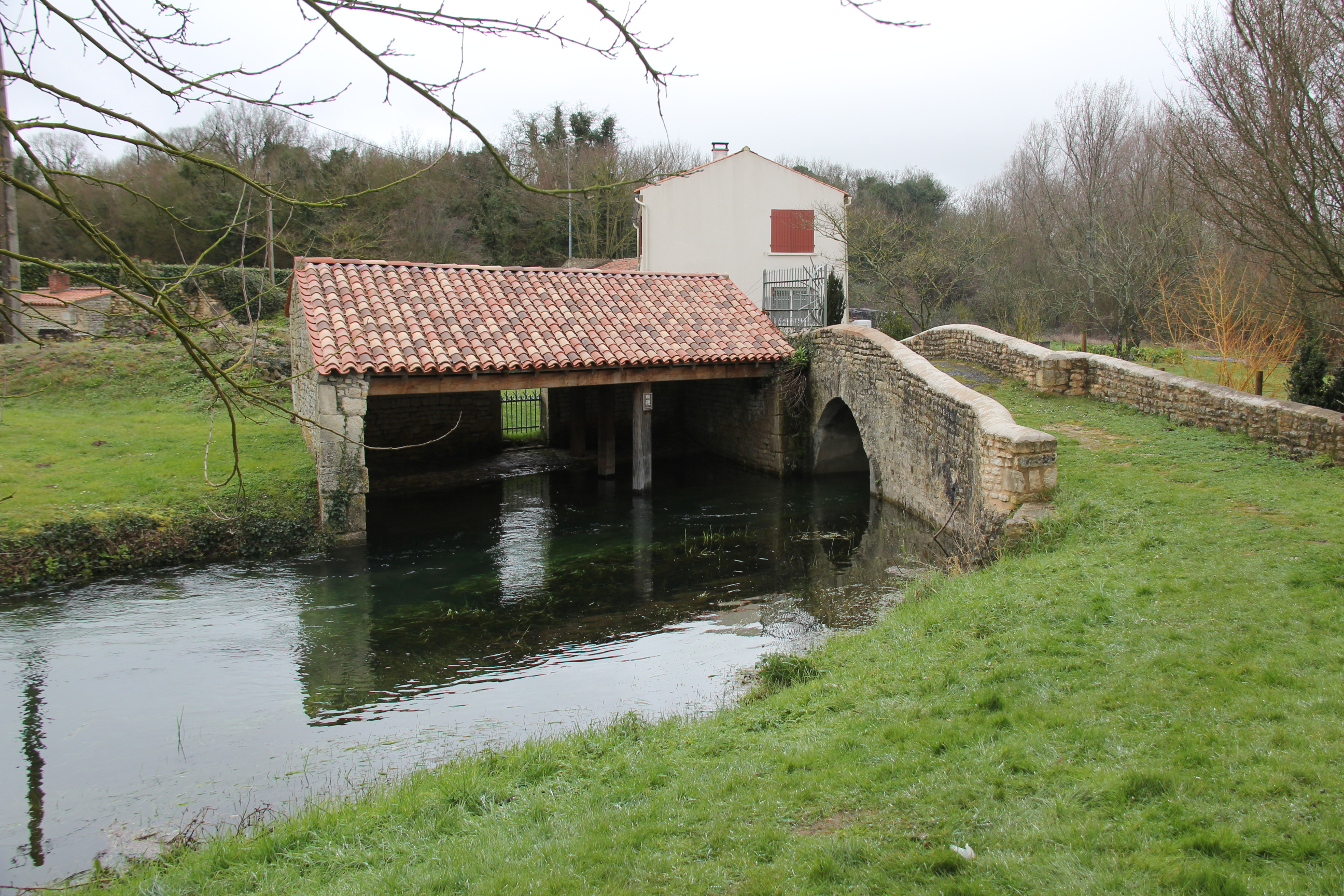
Lavoir sur la Corde.

### Patrimoine naturel
- le bois de la Garne ;
- le marais communal.